# Lehngrund
Der Lehngrund ist ein linkes Seitental des Lohrtals, das bei der Roten Mühle abzweigt. Durch das Tal führt ein Fahrweg unter der Main-Spessart-Bahn durch zum Katharinenbild und weiter nach Ruppertshütten. In der Nähe des Katharinenbilds liegt die Quelle Großer Erlenbrunnen, doch meistens führt der Lehngrundbach erst ab dem Lehnbrunnen Wasser. Der Lehngrund trennt den Müsselberg von der Sohlhöhe.
Koordinaten: 50° 2′ 0″ N, 9° 33′ 19″ O